# Cantua
Cantua é um género botânico pertencente à família Polemoniaceae.

## Espécies
- Cantua bicolor
- Cantua buxifolia